# 182P/LONEOS
182P/LONEOS – kometa krótkookresowa należąca do rodziny komet Jowisza oraz do obiektów NEO. Została odkryta w programie LONEOS w dniu 26 października 2001.

## Orbita komety
182P/LONEOS porusza się po orbicie w kształcie wydłużonej elipsy o mimośrodzie 0,666. Peryhelium znajduje się w odległości 0,98 j.a. od Słońca, aphelium zaś 4,88 j.a. od niego. Na jeden obieg wokół Słońca potrzebuje około 5 lat, nachylenie jej orbity do ekliptyki wynosi 16,91˚.